# Wardha
Wardha es una ciudad y  municipio situada en el distrito de Wardha en el estado de Maharashtra (India). Su población es de 106444 habitantes (2011). Se encuentra a 75 km de Nagpur. Fundada en 1866, la ciudad debe su nombre al río Wardha, que atraviesa el distrito.

## Demografía
Según el censo de 2011 la población de Wardha era de 106444 habitantes, de los cuales 53697 eran hombres y 52747 eran mujeres. Wardha tiene una tasa media de alfabetización del 93,77%, superior a la media estatal del 82,34%: la alfabetización masculina es del 96,78%, y la alfabetización femenina del 90,73%.

## Clima
| Parámetros climáticos promedio de Wardha (1981–2010, extremes 1966–2012) | Parámetros climáticos promedio de Wardha (1981–2010, extremes 1966–2012) | Parámetros climáticos promedio de Wardha (1981–2010, extremes 1966–2012) | Parámetros climáticos promedio de Wardha (1981–2010, extremes 1966–2012) | Parámetros climáticos promedio de Wardha (1981–2010, extremes 1966–2012) | Parámetros climáticos promedio de Wardha (1981–2010, extremes 1966–2012) | Parámetros climáticos promedio de Wardha (1981–2010, extremes 1966–2012) | Parámetros climáticos promedio de Wardha (1981–2010, extremes 1966–2012) | Parámetros climáticos promedio de Wardha (1981–2010, extremes 1966–2012) | Parámetros climáticos promedio de Wardha (1981–2010, extremes 1966–2012) | Parámetros climáticos promedio de Wardha (1981–2010, extremes 1966–2012) | Parámetros climáticos promedio de Wardha (1981–2010, extremes 1966–2012) | Parámetros climáticos promedio de Wardha (1981–2010, extremes 1966–2012) | Parámetros climáticos promedio de Wardha (1981–2010, extremes 1966–2012) |
| Mes                                                                      | Ene.                                                                     | Feb.                                                                     | Mar.                                                                     | Abr.                                                                     | May.                                                                     | Jun.                                                                     | Jul.                                                                     | Ago.                                                                     | Sep.                                                                     | Oct.                                                                     | Nov.                                                                     | Dic.                                                                     | Anual                                                                    |
| ------------------------------------------------------------------------ | ------------------------------------------------------------------------ | ------------------------------------------------------------------------ | ------------------------------------------------------------------------ | ------------------------------------------------------------------------ | ------------------------------------------------------------------------ | ------------------------------------------------------------------------ | ------------------------------------------------------------------------ | ------------------------------------------------------------------------ | ------------------------------------------------------------------------ | ------------------------------------------------------------------------ | ------------------------------------------------------------------------ | ------------------------------------------------------------------------ | ------------------------------------------------------------------------ |
| Temp. máx. abs. (°C)                                                     | 35.0                                                                     | 41.8                                                                     | 43.9                                                                     | 46.4                                                                     | 48.4                                                                     | 47.1                                                                     | 41.4                                                                     | 39.7                                                                     | 37.9                                                                     | 38.7                                                                     | 36.4                                                                     | 34.1                                                                     | 48.4                                                                     |
| Temp. máx. media (°C)                                                    | 28.6                                                                     | 31.5                                                                     | 36.2                                                                     | 41.1                                                                     | 42.7                                                                     | 37.1                                                                     | 31.7                                                                     | 30.4                                                                     | 31.6                                                                     | 32.3                                                                     | 30.0                                                                     | 28.8                                                                     | 33.5                                                                     |
| Temp. mín. media (°C)                                                    | 13.5                                                                     | 15.6                                                                     | 19.5                                                                     | 24.0                                                                     | 27.1                                                                     | 25.1                                                                     | 23.1                                                                     | 22.6                                                                     | 22.3                                                                     | 20.1                                                                     | 16.9                                                                     | 13.7                                                                     | 20.3                                                                     |
| Temp. mín. abs. (°C)                                                     | 6.7                                                                      | 7.4                                                                      | 7.4                                                                      | 15.9                                                                     | 16.9                                                                     | 13.9                                                                     | 14.9                                                                     | 12.9                                                                     | 16.5                                                                     | 10.5                                                                     | 8.5                                                                      | 6.2                                                                      | 6.2                                                                      |
| Lluvias (mm)                                                             | 14.1                                                                     | 6.2                                                                      | 11.4                                                                     | 4.8                                                                      | 11.2                                                                     | 166.9                                                                    | 267.9                                                                    | 258.3                                                                    | 136.6                                                                    | 59.4                                                                     | 18.6                                                                     | 10.7                                                                     | 966.1                                                                    |
| Días de lluvias (≥ 1 mm)                                                 | 0.8                                                                      | 0.6                                                                      | 1.1                                                                      | 0.4                                                                      | 1.0                                                                      | 7.7                                                                      | 12.0                                                                     | 11.4                                                                     | 7.3                                                                      | 3.1                                                                      | 1.0                                                                      | 0.7                                                                      | 47.1                                                                     |
| Humedad relativa (%)                                                     | 42                                                                       | 35                                                                       | 27                                                                       | 22                                                                       | 24                                                                       | 49                                                                       | 69                                                                       | 76                                                                       | 70                                                                       | 56                                                                       | 51                                                                       | 44                                                                       | 47                                                                       |
| Fuente: India Meteorological Department                                  |                                                                          |                                                                          |                                                                          |                                                                          |                                                                          |                                                                          |                                                                          |                                                                          |                                                                          |                                                                          |                                                                          |                                                                          |                                                                          |